# يوتاكا ناكامورا (رسام رسوم متحركة)
يوتاكا ناكامورا (باليابانية: 中村豊؛ بالكانا: なかむら ゆたか) هو رسام رسوم متحركة ياباني، ولد في 22 ديسمبر 1967.